# St. Pankratius (Buldern)

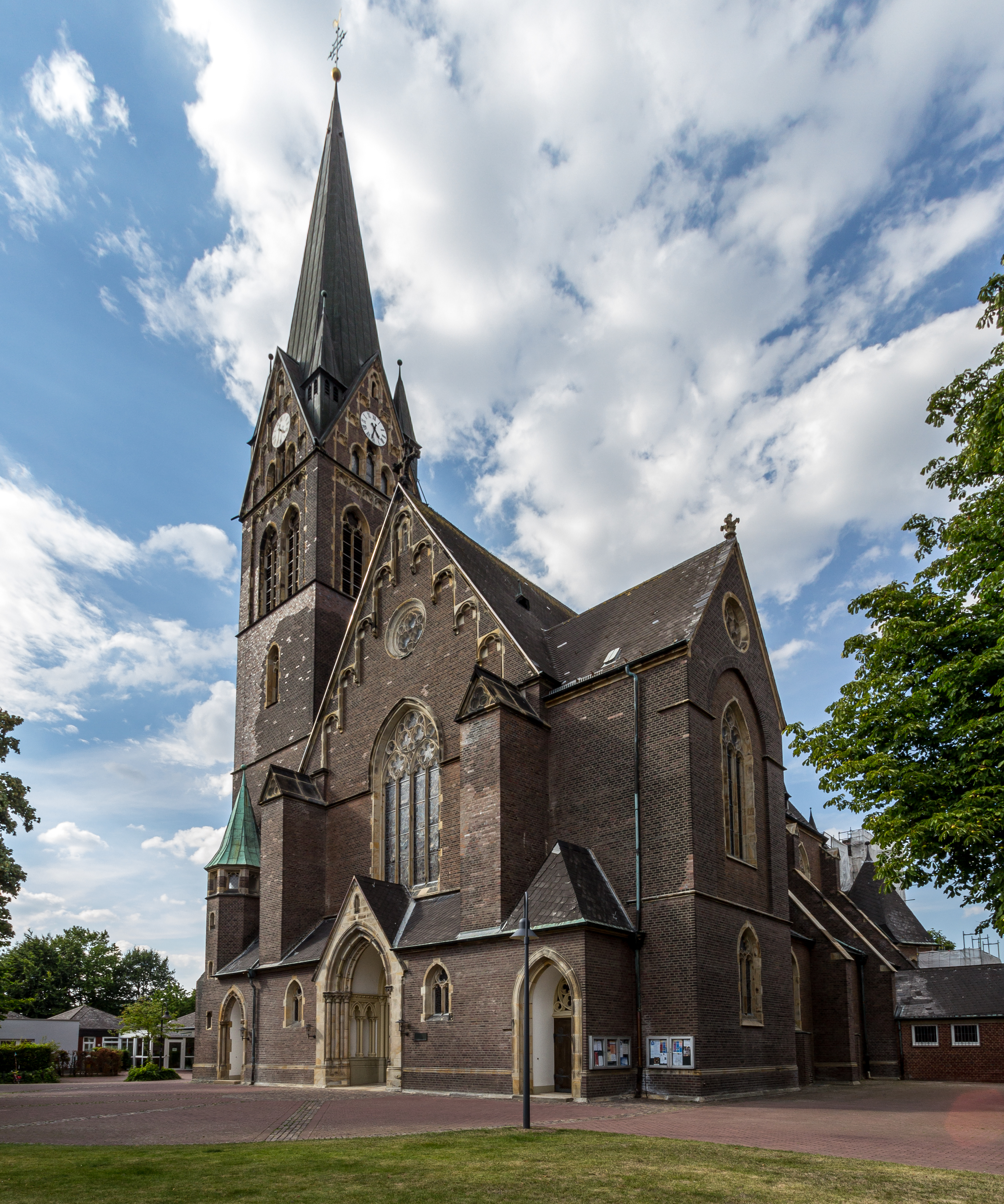
St. Pankratius (Buldern)

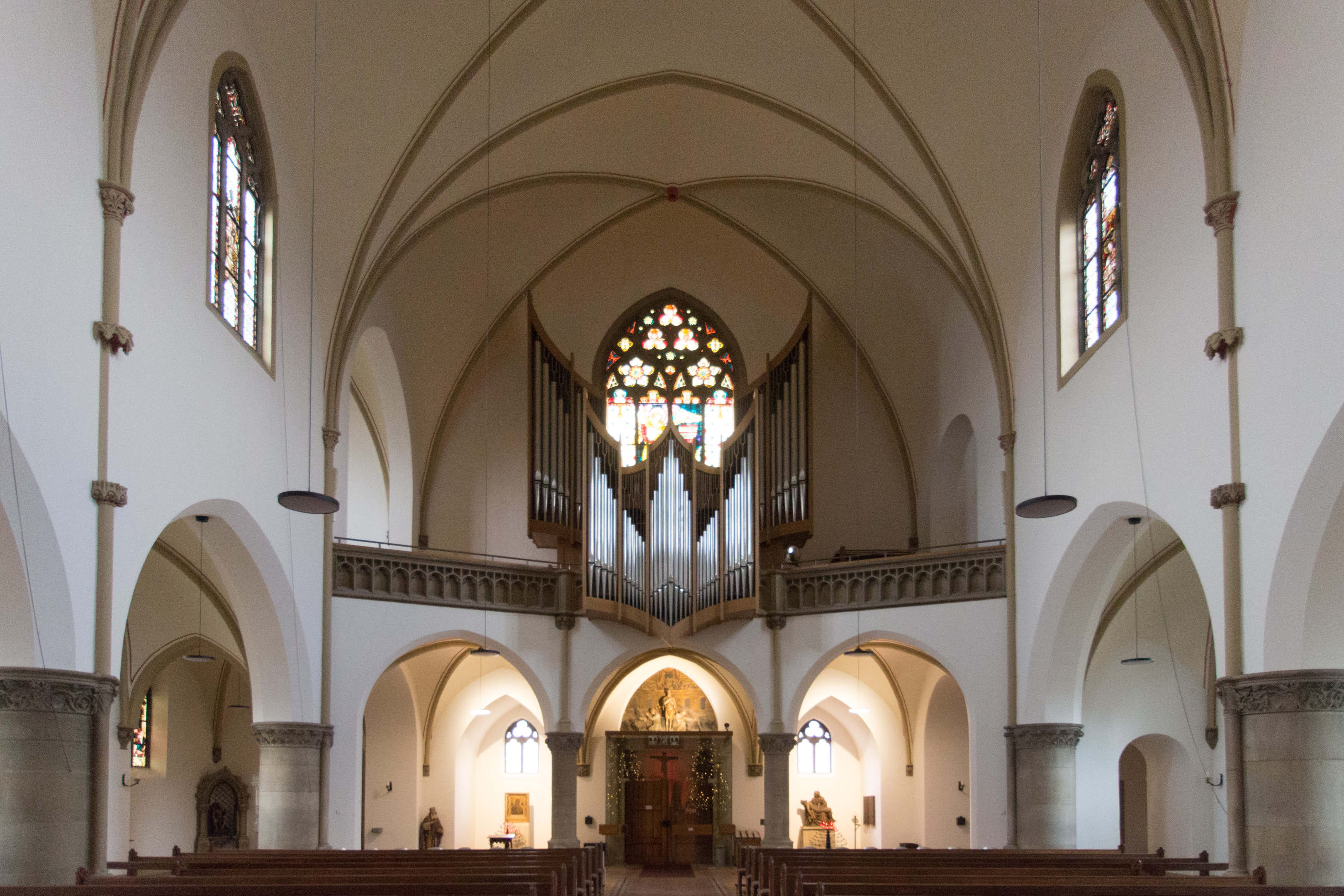
Innenraum, Blick zur Orgel (2020)

Die römisch-katholische, denkmalgeschützte Pfarrkirche St. Pankratius steht in Buldern, einem Ortsteil von Dülmen im Kreis Coesfeld von Nordrhein-Westfalen. Die Kirche gehört zur Seelsorgeeinheit Dülmen im Dekanat Dülmen des Bistums Münster.

## Beschreibung
Die neugotische Basilika wurde 1905/06 nach einem Entwurf von Ludwig Becker in Zusammenarbeit mit Wilhelm Sunder-Plassmann erbaut. Im Norden des überbreiten Mittelschiffs befindet sich der dreiseitig abgeschlossene Chor. Im Kirchturm, im Süden des westlichen Seitenschiffs, hängt eine 1693 gegossene Kirchenglocke, die aus der Alten Kirche stammt. 
Die Kirchenausstattung wurde zum Teil dazugekauft, wie das Chorgestühl und die Kniebank. Die Orgel auf der Empore hat 32 Register auf drei Manualen und Pedal und wurde 1995 von Georges Heintz als Opus 148 errichtet.